# Fan film

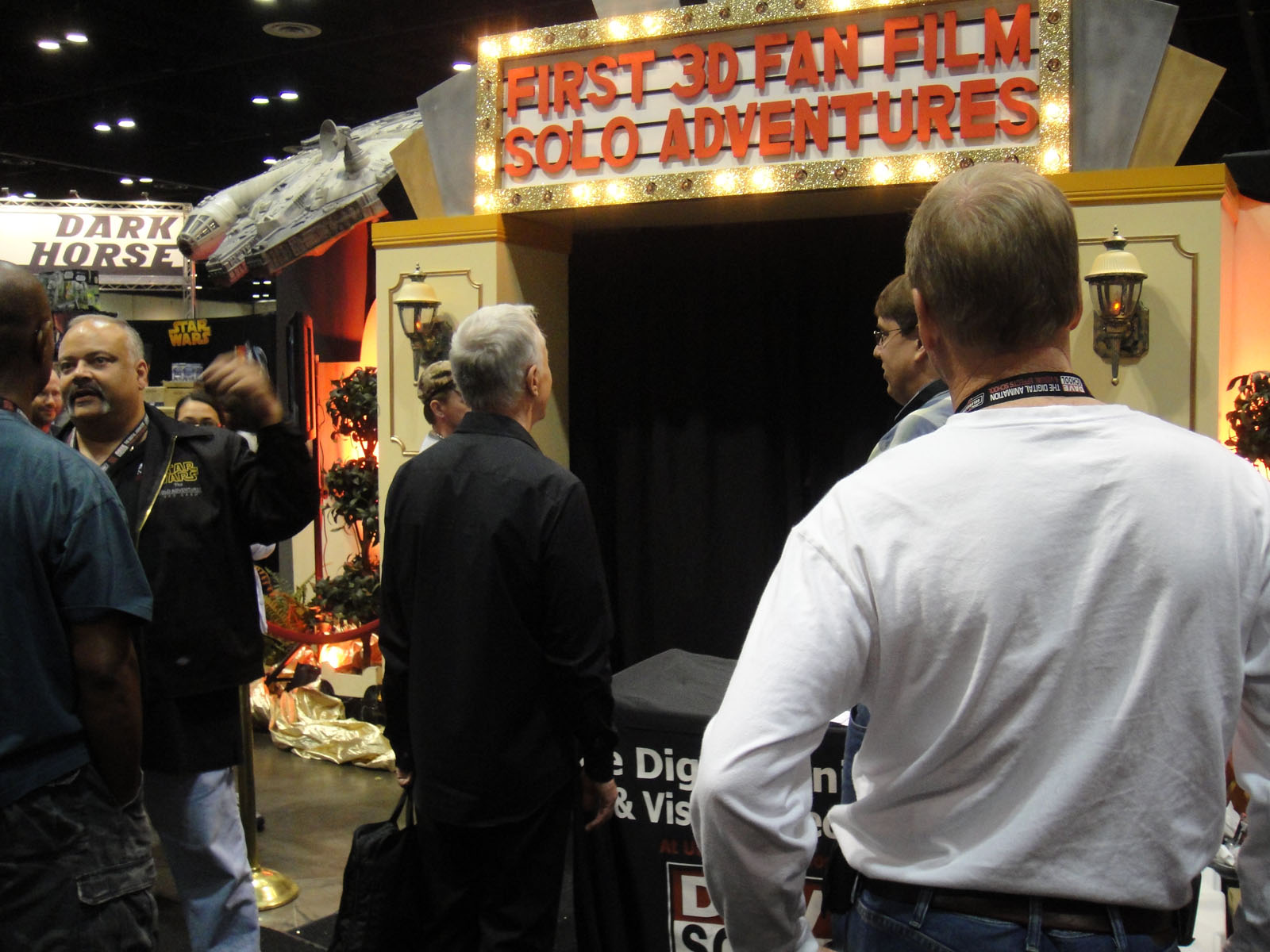
Anthony Daniels afuera de una cabina que proyecta la película 'Solo Adventures' (2010) hecha por fanáticos, inspirada en Star Wars

Se define como fan film o fanfilm a la producción audiovisual creada por aficionados de un determinado personaje o historia. La disponibilidad de cámaras económicas y herramientas de edición de vídeo en ordenadores domésticos permite la realización de películas a cualquier persona que disponga del tiempo suficiente y pueda organizar un grupo de personas suficientemente numeroso. 

## Características
En la práctica, un fanfilm se distingue de un cortometraje de aficionados por el argumento, normalmente basado en películas, series, o libros, cuyos derechos son propiedad de terceros. Un fanfilm pertenece al ámbito del fanfiction, es decir, líneas argumentales realizadas por terceros sin el consentimiento del propietario de los derechos. Los fanfilms pueden estar tolerados por el propietario de los derechos, promovidos por este de alguna forma, o ser vistos con recelo. Por ejemplo, en el universo de Star Wars, la productora promueve la realización de fanfilms paródicos mediante concursos en su página web. 
Un fanfilm no es parte del canon de una serie, es decir, lo que ocurra en la película de aficionados no se considera "oficial" ni tiene repercusión en el universo ficticio de la serie, ni se ajusta a los cánones determinados por los autores originales o los custodios de la línea argumental.
Existen fanfilms realizadas sin autorización oficial en un área legal gris.

## Ejemplos
Mientras que algunos fanfilms son pequeñas parodias y escenas realizadas de forma casera sin pretender mayor trascendencia, otras producciones alcanzan el rango de miniproducciones profesionales, al involucrar a profesionales del medio que dedican parte de su tiempo libre a participar en un fanfilm. Algunos casos de calidad excepcional:
- Star Trek: Phase II. Versión oficial en castellano de la web de la exitosa serie gratuita distribuida por internet y realizada íntegramente por aficionados (anteriormente conocida como Star Trek: New Voyages). Continúa las aventuras de los personajes de la serie original de Star Trek, los entrañables Kirk, Spock, McCoy y el resto de la tripulación de la Enterprise NCC-1701.
- World's Finest: Superman-Batman. Rodado como un tráiler, se muestran escenas de una película imaginaria en la que Superman y Batman colaboran contra supervillanos.
- Batman Dead End. Un corto de ocho minutos (créditos incluidos) en el que Batman se enfrenta sucesivamente a Joker, un Predator y un Alien.
- La llamada de Cthulhu (Call of Cthulhu). Un mediometraje de cuarenta y cinco minutos basado en el relato de  H P Lovecraft "La llamada de Cthulhu". Realizado por la HPL Historical Society, es una película muda con cortinillas en varios idiomas, al estilo del cine mudo de los años 20.
- Sonic Prologue. Un mediometraje de veinticinco minutos basado en los manuales de instrucciones de los juegos Sonic the Hedgehog y Sonic the Hedgehog 2 donde cuenta como se conocieron Sonic the Hedgehog y Miles "Tails" Prower.
- Fan-o-rama. De libre distribución a través de la plataforma Youtube, Fan-O-rama es un fanfilm de la popular sitcom de ciencia ficción Futurama. Desarrollado en formato de imagen real, el mediometraje simula ser un episodio de la sitcom, en tono de homenaje.